# دیر گروو، ایلینوی
دیر گروو (به انگلیسی: Deer Grove) یک روستا در ایالات متحده آمریکا است که در ایلینوی واقع شده‌است. دیر گروو ۱٫۱۸ کیلومتر مربع مساحت و ۴۸ نفر جمعیت دارد.